# Pravidla v pohlavním styku
Pravidla v pohlavním styku jsou souborem norem, předpisů, zákonů a domluvených omezení, která jsou dána především kulturním prostředím, ale i zvyky a přáním partnerů. Obvykle zásadně upravují podobu pohlavního styku.

## Rozsah omezení
Při pohlavním styku je vhodné domluvit se s partnerem na jeho přáních a především na tom co si nepřeje. Vyplatí se poslouchat názory partnera a být ohleduplný, snažit se jej potěšit nikoliv ovládat. I sadomasochistické hry během pohlavního styku jsou jen hry. Pokud není partner při pohlavním styku rovnocenným partnerem, pak není považován ve vztahu za rovnocennou osobu.
Různé pohledy na sexualitu vyjadřují v různých zemích různě omezující restriktivní zákony proti některým druhům sexuálních aktivit. Mezi trestné činy tak patří v různých zemích anální sex, nekrofilie, mimomanželský sex nebo prostituce, stejně jako v jiných znásilnění, incest, homosexuální sex, sexuální aktivity s nezletilými, sexuální aktivity se zvířaty, duševně handicapovanými nebo společensky závislými osobami a podobně. Náboženská víra také hraje roli v osobním rozhodování o četnosti a okolnostech pohlavního styku nebo jiných sexuálních aktivit. Náboženské pohledy na sexualitu se výrazně liší mezi různými náboženstvími ale i sektami stejného náboženství, ačkoli tam jsou společná témata, jako je například zákaz cizoložství. Legální věk způsobilosti k pohlavnímu styku, tedy věková hranice, od které mohou mít lidé legálně pohlavní styk je také různá podle právního systému státu, jehož jsou občany, víry a místních tradic.
Ani neexistence pravidel nemůže ospravedlnit hrubé, neuctivé, nepoctivé chování, pokus úmyslně ublížit jinému člověku. Sexuální hry při pohlavním styku mají ve Střední Evropě pouze omezení legislativně daná (věkem, živočišným druhem, nesmí dojít k vážnému ublížení na těle, nemělo by docházet k veřejnému pohoršení nebo škodám na cizím majetku, apod.), jinak jejich forma mezi partnery je omezena pouze vzájemnou dohodou a rozumem. V jiných zemích může být legislativa nebo zvykové pravidlo jiné. Obecně ovšem platí, že společenská pravidla "správného" praktikování pohlavního styku a skutečné praktikování pohlavního styku se někdy mohou lišit. To je předmětem nekonečných filosofických debat. I v zemích, kde je cizoložství považováno za velmi zlý čin a proto je trestáno smrtí, je praktikováno.
O pohlavním styku je rozšířeno více mýtů než o jiné srovnatelné, tedy takto jednoduché běžné činnosti.

### Etika a zákon
Pohlavní styk je spojován s různými zákony a etickými pravidly prosazovanými jako právo. Detaily obsahuje článek sexuální etika.
V některých zemích jsou legislativa a náboženská víra těsně spojeny. Náboženský přestupek proti nařízení duchovního, které platilo v roce 1 před naším letopočtem, tak není hříchem, nýbrž podle zákona přestupkem nebo zločinem v roce 2015 n. l. trestaným opět podle uvedeného nařízení. Stovky let staré praktiky, čerpající ze sociálního prostředí primitivních a nekulturních dob, jsou aplikovány jako platné zákony do denní praxe a tak konzervují některé společnosti vůči jiným, vyvíjejícím se. Někdy tak platná zákonná nařízení ohledně pohlavního styku mohou vyhlížet z pohledu jiné kultury zcela barbarsky, nelidsky a nesmyslně.
V některých společnostech je považován za jedinou „přijatelnou“ sexuální aktivitu koitus, případně jen aktivity přímo směřující k rozmnožování. Co je „přiměřený“ a „nepřiměřený“ sexuální styk relativně přesně definují téměř všechny lidské společnosti. Toto přesné určení se však v průběhu doby obvykle měnilo a mění. Zákon mohl a může například zahrnovat zákazy sexuálního styku:
- v některých specifických pozicích, případně ve všech kromě uznané (uznaných)
- mezi partnery bez oficiálně uznaného svazku, tj. manželství,
- v cizoložství,
- v nižším, než minimálním věku (pohlavní) dospělosti,
- s blízkým příbuzným, tj. incestu,
- během menstruace ženy,
- lidí stejného pohlaví; některé společnosti ale naopak připouštěly homosexualitu
- s osobou proti její vůli, tj. znásilnění,
- mezi různými kastami, kulturami, vyznáními, rasami, atp.
- mezi otroky, spolupracovníky, podřízenými a nadřízenými, osobami v celibátu, chovanci ústavů, vězni nebo pacienty
- za některých okolností, například na veřejnosti, na pracovišti.

#### Tradice
Některé zákonné a zvykové normy uzákoňující práva na pohlavní styk nejsou již uplatňována - např. Právo první noci - právo vládců na panenství dcer svých poddaných. Některé kultury uznávají sexuální styk za způsob uctívání božstev, také v podobě chrámové prostituce. Některé kultury záměrně tradičně omezují přístup k antikoncepci, protože ji považují za morálně nebo politicky nežádoucí.
Některé kultury neklasifikují jako znásilnění, je-li vynucen pohlavní styk mezi manželi.

#### Legislativní úprava platná od r. 2009 v ČR
V ČR účinném zákonu „Zákon trestní zákoník“ vyhlášený ve Sbírce zákonů pod číslem 40/2009 Sb. se trestných činů v souvislosti s pohlavním stykem týká především část druhá zvláštní část Hlava I., Trestné činy proti životu a zdraví, díl 3 a hlava III, Trestné činy proti lidské důstojnosti v sexuální oblasti. 

Tato legislativní úprava shrnuje činy a plánované činy, jež jsou chápány jako trestné činy. Trestným činem u sexuálních deliktů je často i příprava trestných činů, nikoliv jen jejich uskutečnění. Činy jsou chápány jako vážnější, jsou-li spáchány členy organizované skupiny,… za stavu ohrožení… události vážně ohrožující život nebo zdraví lidí, veřejný pořádek nebo majetek… na dítěti, nebo se zbraní, …poruší-li takovým činem důležitou povinnost vyplývající z jeho zaměstnání, povolání, postavení …nebo funkce, …nebo způsobí li vážnou újmu na zdraví. Trest za trestné činy je zvýšen v případě poškození pacientů, vězňů, a dětí nebo způsobí-li těžkou újmu na zdraví nebo smrt.
Podle § 119 je trestný čin spáchán násilím i tehdy, je-li spáchán na osobě, kterou pachatel uvedl do stavu bezbrannosti (např. uvedením do stavu opilosti), lstí nebo jiným podobným způsobem. Kdo úmyslně způsobí nebo zvýší nebezpečí zavlečení nebo rozšíření nakažlivé nemoci u lidí, bude potrestán …odnětím svobody na dvě léta až osm let (§ 152). Trestné je rovněž šíření nakažlivé choroby z nedbalosti (§ 153).
Jako trestný čin znásilnění (§ 185) je hodnoceno pokud někdo jiného násilím nebo pohrůžkou násilí a jiné těžké újmy donutí k pohlavnímu styku, nebo kdo k takovému činu zneužije jeho bezbrannosti.
Donucení jiného násilím, pohrůžkou k pohlavnímu sebeukájení, k pohlavnímu styku, k obnažování nebo jinému srovnatelnému chování, zejména pokud se zneužije jeho závislosti, bezbrannosti nebo svého postavení a důvěryhodnosti je trestným činem podle § 186, označeným jako sexuální nátlak.
Jako Pohlavní zneužití (§ 187) je klasifikován čin, pokud někdo vykoná soulož s dítětem mladším patnácti let nebo kdo je jiným způsobem pohlavně zneužije. Taková osoba může být potrestána odnětím svobody na jeden rok až osm let.
Podle § 188 je soulož mezi příbuznými je trestána odnětím svobody až na tři léta. Trestným činem je zjednání, najmutí nebo zlákání jiného k provozování prostituce, tedy kuplířství (§ 189). Trestný čin je prostituce ohrožující mravní vývoj dětí (veřejné domy v blízkosti zařízení nebo místa, které je vyhrazeno nebo určeno pro návštěvu dětí).
Trestným činem je zprostředkování, prodej, výroba pornografického díla, v němž se projevuje násilí či neúcta k člověku, nebo pohlavní styk se zvířetem (§ 191). Trestným činem se sazbou dvě až tři léta je i zpřístupnit dítěti, nebo ponechat na místě, které je dětem přístupné pornografii (§ 191, § 192). Výroba a šíření dětské pornografie, zneužívání dětí k výrobě pornografie je rovněž trestný čin s tresty podle § 192, § 193.
Kdo nabídne nebo poskytne dítěti nebo za pohlavní styk s dítětem výhodu nebo prospěch, bude potrestán odnětím svobody až na dvě
léta. Dítě, které žádá nebo přijme za své pohlavní sebeukájení nějakou výhodu či prospěch, není podle trestního zákoníku trestáno.
U pachatelů trestných činů mohou být také například použity prostředky výchovné léčby, omezení výkonu povolání a další.

##### Znásilnění
Zákon č. 166/2024 Sb. trestního zákoníku, kterým se mění zákon č.40/2009 Sb. znásilnění definuje následovně: "Kdo s jiným proti jeho seznatelné vůli vykoná soulož nebo jiný pohlavní styk provedený způsobem srovnatelným se souloží, kdo jiného donutí k souloži nebo jinému pohlavnímu styku provedenému způsobem srovnatelným se souloží s jinou osobou, nebo kdo k takovému činu zneužije jeho bezbrannosti, bude potrestán odnětím svobody na dvě léta až deset let."